# قشلاق ایری‌دره حاج محبت
قشلاق ایری‌دره حاج محبت یک منطقهٔ مسکونی در ایران است که در دهستان قشلاق غربی واقع شده‌است. قشلاق ایری‌دره حاج محبت ۸۴ نفر جمعیت دارد.